# Polemonium carneum
Polemonium carneum är en blågullsväxtart som beskrevs av Asa Gray. Polemonium carneum ingår i släktet blågullssläktet, och familjen blågullsväxter. Inga underarter finns listade i Catalogue of Life.

## Bildgalleri

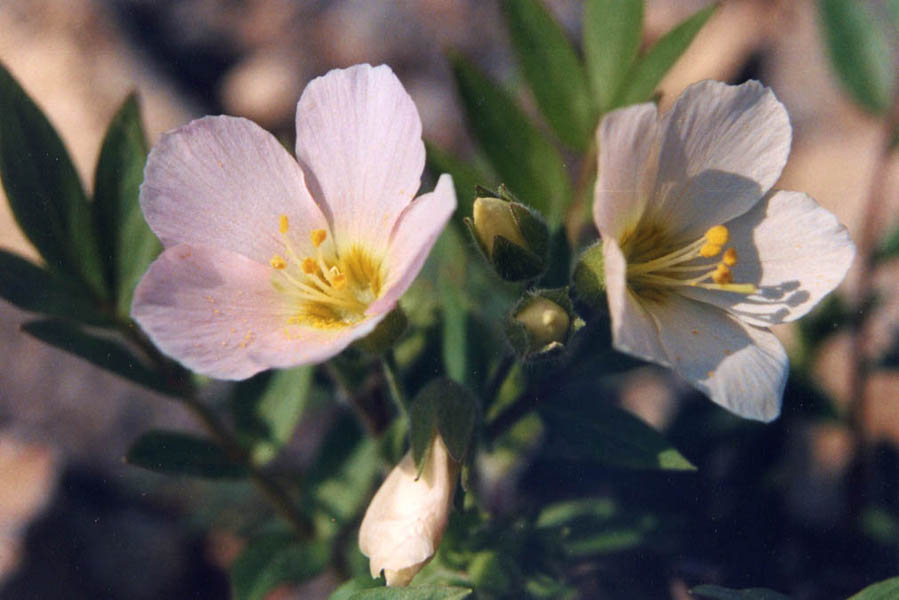
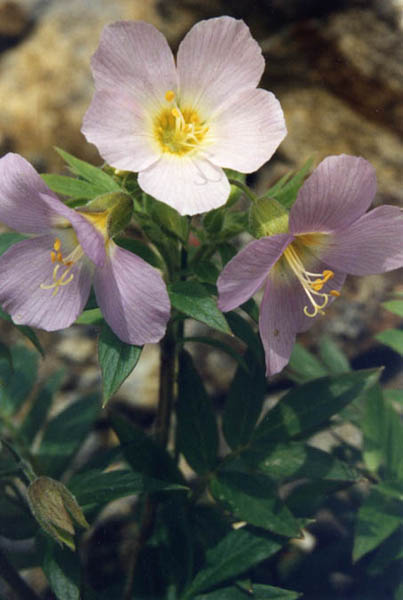
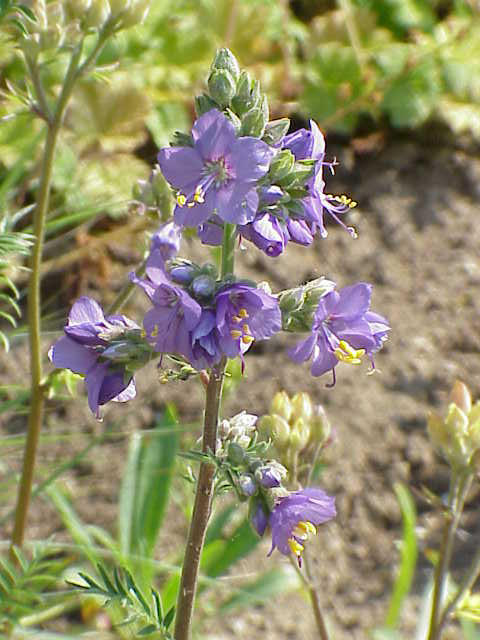